# World Team Cup de 2012
A World Team Cup de 2012 foi a 34ª e última edição do torneio entre países do tênis masculino disputado em quadras de saibro da Alemanha.

## Convidados
A maior parte dos convites foi anunciada em março, com a participação do Japão publicada no mês seguinte.
Grupo vermelho
| Chéquia                                                                                                | Estados Unidos                                                 |
| --- | -------------------------------------------------------------- |
| - Tomáš Berdych (#7) - Radek Štěpánek (#25) - František Čermák (#21 duplas)                            | - Andy Roddick (#27) - Ryan Harrison (#57) - James Blake (#98) |
| Argentina                                                                                              | Japão                                                          |
| - Juan Ignacio Chela (#37) - Carlos Berlocq (#38) - Leonardo Mayer (#68) - Juan Pablo Brzezicki (#433) | - Go Soeda (#61) - Tatsuma Ito (#70) - Bumpei Sato (#785)      |

Grupo azul
| Sérvia                                                                                             | Alemanha |
| -------------------------------------------------------------------------------------------------- | --- |
| - Janko Tipsarević (#8) - Viktor Troicki (#29) - Nenad Zimonjić (#6 duplas) - Miki Janković (#887) | - Philipp Kohlschreiber (#24) - Florian Mayer (#28) - Philipp Petzschner (#93) - Christopher Kas (#22 duplas) |
| Rússia                                                                                             | Croácia |
| - Alex Bogomolov Jr. (#44) - Dmitry Tursunov (#86) - Igor Kunitsyn (#87)                           | - Ivo Karlović (#60) - Ivan Dodig (#74) - Lovro Zovko (#89 duplas)                                            |

## Fase de grupos

### Grupo vermelho
| Pos. | País           | Pontos | Jogos | Sets |
| ---- | -------------- | ------ | ----- | ---- |
| 1    | Chéquia        | 3–0    | 7–2   | 17–8 |
| 2    | Argentina      | 2–1    | 7–2   | 16–8 |
| 3    | Estados Unidos | 1–2    | 2–7   | 6–15 |
| 4    | Japão          | 0–3    | 2–7   | 7–15 |

### Grupo azul
| Pos. | País     | Pontos | Jogos | Sets |
| ---- | -------- | ------ | ----- | ---- |
| 1    | Sérvia   | 3–0    | 6–3   | 12–7 |
| 2    | Alemanha | 2–1    | 7–2   | 15–6 |
| 3    | Rússia   | 1–2    | 3–6   | 7–13 |
| 4    | Croácia  | 0–3    | 2–7   | 6–14 |

## Final
| República Tcheca 0 | Düsseldorf, Alemanha 26 de maio de 2012 | Düsseldorf, Alemanha 26 de maio de 2012                            | Sérvia 3 |        |     |   |   |  |
| \| 1 \| \| Tomáš Berdych Janko Tipsarević \| 5 7 \| 68 710 \| \| \| \| 2 \| \| Radek Štěpánek Viktor Troicki \| 6 2 \| 4 6 \| 3 6 \| \| \| 3 \| \| Tomáš Berdych / František Čermák Janko Tipsarević / Nenad Zimonjić \| 3 6 \| 1 6 \| \| \| \| 4 \| \| {{{R4}}} \| \| \| \| \| \| 5 \| \| {{{R5}}} \| \| \| \| \| |                                         |                                                                    |          |        |     |   |   |  |
| |                                         |                                                                    | 1        | 2      | 3   | 4 | 5 |  |
| 1 | Chéquia · Sérvia                        | Tomáš Berdych Janko Tipsarević                                     | 5 7      | 68 710 |     |   |   |  |
| 2 | Chéquia · Sérvia                        | Radek Štěpánek Viktor Troicki                                      | 6 2      | 4 6    | 3 6 |   |   |  |
| 3 | Chéquia · Sérvia                        | Tomáš Berdych / František Čermák Janko Tipsarević / Nenad Zimonjić | 3 6      | 1 6    |     |   |   |  |
| 4 | Chéquia · Sérvia                        | {{{R4}}}                                                           |          |        |     |   |   |  |
| 5 | Chéquia · Sérvia                        | {{{R5}}}                                                           |          |        |     |   |   |  |